# إدارة علاقات العملاء
إدارة علاقات العملاء (CRM) هو نهج لإدارة تفاعل الشركة مع العملاء الحاليين والمستقبليين. يعمل هذا النهج على تحليل بيانات تاريخ العملاء مع الشركة من أجل تحسين أفضل علاقات تجارية مع العملاء، مع التركيز بشكل خاص على الاحتفاظ بالعملاء، من أجل دفع نمو المبيعات. وأحد الجوانب الهامة للنهج  هو أنظمة CRM التي تقوم بتجميع المعلومات من مجموعة واسعة من قنوات مختلفة، بما في ذلك موقع الشركة، والهاتف، والبريد الإلكتروني، والدردشة الحية، والمواد التسويقية، ووسائل الإعلام الاجتماعية، وغيرها.
من خلال نهج إدارة علاقات العملاء والنظم المستخدمة لتسهيله،  تحظى الشركات بتعلم المزيد عن جماهيرها المستهدفة وكيفية تقديم أفضل تلبية لاحتياجاتهم. ومع ذلك، فإن اعتماد نهج إدارة علاقات العملاء قد يؤدي في بعض الأحيان إلى المحسوبية داخل جمهور المستهلكين، مما يؤدي إلى عدم الرضا بين العملاء وعدم تحقيق الغرض من النهج إجمالا.

## أنظمة متعددة

### إدارة علاقات العملاء التشغيلي
إن الهدف الأساسي من أنظمة إدارة علاقات العملاء هو دمج وأتمتة المبيعات، والتسويق، ودعم العملاء. وبالتالي، فإن هذه النظم عادة ما يكون لها لوحة قيادة Dashboard والتي تعطي نظرة شاملة للأنظمة الثلاثة على صفحة واحدة لكل عميل للشركة.  توفر لوحة القيادة عادة معلومات العميل، مشترياته، جهود التسويق السابقة، وأكثر من ذلك، يلخص كل العلاقات بين العميل والشركة.  يتكون نظام إدارة علاقات العملاء التشغيلي من 3 عناصر رئيسية هي: أتمتة قوى البيع، وأتمتة التسويق، وأتمتة الخدمات.
- يعمل نظام أتمتة قوى البيع مع جميع مراحل دورة المبيعات، من إدخال معلومات العقد الابتدائي حتى تحويل العملاء المحتملين إلى عملاء فعليين. على سبيل المثال، في أغسطس 2000، أصدرت أوراكل حزمة برمجيات إدارة علاقات العملاء، OracleSalesOnline.com، والذي يعمل على إنشاء قوائم الاتصال، والجداول الزمنية وتتبع الأداء على شبكة الإنترنت بحيث يمكن الوصول لمعلومات العملاء  بسهولة لجميع العاملين سواء في المكتب أو عن بعد.[5] تقوم أنظمة أتمتة قوى البيع بتحليل ترويج المبيعات، وتؤتمت عملية تتبع تاريخ حساب العميل سواء العميل المتكرر أو المستقبلي وينسق بين المبيعات والتسويق ومراكز الاتصال، ومنافذ البيع بالتجزئة. إلى جانب ذلك تمنع تشتت مجهودات مندوبي مبيعات والعملاء وترصد كذلك مسارات كافة الاتصالات والمتابعة بين الطرفين بشكل آلي.[6]
- يركز نظام أتمتة التسويق على تسهيل عملية التسويق الشاملة لجعلها أكثر فعالية وكفاءة. على سبيل المثال، عندما يقوم النظام برصد سلوك العملاء،  فيقوم نظام قوى البيع عبر سحابة التسويق  إتاحة الفرصة لشركات الأعمال لتشكيل حملات تسويقية تبين تفاعل العملاء مع الشركة.[7] إن أدوات نظام إدارة علاقات العملاء مع نظام أتمتة التسويق يمكن لها أتمتة المهام المتكررة، على سبيل المثال، إرسال رسائل البريد الإلكتروني والتسويق الآلي في أوقات معينة للعملاء، أو نشر المعلومات التسويقية على وسائل الاعلام الاجتماعية. الهدف مع أتمتة التسويق هو لتحويل العميل المستهدف  إلى عميل كامل. تعكف أنظمة إدارة علاقات العملاء اليوم أيضا على إشراك العملاء من خلال وسائل الاعلام الاجتماعية.[8]
- أتمتة الخدمة هو جزء من نظام إدارة علاقات العملاء التي تركز على التكنولوجيا لخدمة العملاء مباشرة. من خلال أتمتة الخدمات يتم دعم العملاء من خلال قنوات متعددة مثل الهاتف والبريد الإلكتروني، قواعد المعرفة، وبوابات التذاكر، أسئلة وأجوبة، وغيرها.[4] على سبيل المثال، برنامج إدارة علاقات العملاء Dynamics CRM Software  التابع لمايكروسوفت   يتابع أوقات الزيارات الترويجية، والنهائية، وأكثر من أجل تحسين كفاءة خدمة العملاء ضمن الأعمال التجارية.[9]

### إدارة علاقات العملاء التحليلي
إن دور نظم إدارة علاقات العملاء التحليلية هو تحليل بيانات العملاء التي تم جمعها من خلال مصادر متعددة، وتقديمها بحيث يمكن لمديري الأعمال اتخاذ قرارات أكثر وثوقية. تستخدم نظم إدارة علاقات العملاء التحليلية تقنيات مثل التنقيب عن البيانات، والارتباط، والتعرف على الأنماط لتحليل بيانات العملاء. هذه التحليلات تساعد على تحسين خدمة العملاء من خلال إيجاد المشاكل الصغيرة التي لا يمكن حلها من خلال التسويق لأجزاء مختلفة من جمهور المستهلكين بشكل مختلف. على سبيل المثال، من خلال تحليل سلوك الشراء عند قاعدة العملاء،  ربما تجد الشركة أن عملائها لم يقوموا بشراء الكثير من المنتجات في الآونة الأخيرة. بعد المسح من خلال هذه البيانات، قد تفكرالشركة بإعادة تسويق بضائعها لهذه المجموعة الفرعية من المستهلكين بشكل مختلف، وذلك بتواصل أفضل يوضح لهذه المجموعة كيف أن منتجات هذه الشركة تفيد المجموعة على وجه التحديد.

### إدارة علاقات العملاء التعاوني
الهدف الأساسي الثالث لأنظمة إدارة علاقات العملاء هو دمج أصحاب المصلحة الخارجيين مثل الموردين والبائعين والموزعين، وتبادل معلومات العملاء عبر المنظمات. على سبيل المثال، التغذية الراجعة التي يمكن جمعها من زيارات فرق الدعم الفني ويمكن لها أن تساعد في توجيه تسويق المنتجات والخدمات لهذا العميل في المستقبل.

## المكونات الرئيسية لنظام إدارة علاقات العملاء
المكونات الرئيسية لإدارة علاقات العملاء تشمل بناء وإدارة العلاقات مع العملاء من خلال التسويق، ومراقبة العلاقات التي تنضج خلال مراحل متميزة، وإدارة هذه العلاقات في كل مرحلة مع الإدراك بأن توزيع قيمة العلاقة إلى الشركة ليست متجانسة. عند بناء وإدارة العلاقات مع العملاء من خلال التسويق قد تستفيد الشركات من استخدام مجموعة متنوعة من الأدوات للمساعدة في تصميم الهيكل التنظيمي، خطط الحوافز والهياكل منافذ العملاء، غيرها للوصول إلى أعلى عائد من حملاتها التسويقية. من خلال الإطلاع على الأطوار الواضحة لإدارة علاقات العملاء، تكون الشركات قادرة على الاستفادة من رؤية تفاعل العلاقات المتعددة كأعمال تجارية مرتبطة. عندما تقوم إدارة الشركات بإدارة هذه العلاقات من خلال مراحلها المختلفة، فإنها تكتسب معلومات استخباراتية مهمة، على سبيل المثال، المنتجات التي لديها أعلى احتمال الشراء. والعامل الأخير من إدارة علاقات العملاء يسلط الضوء على أهمية إدارة علاقات العملاء من خلال محاسبة الربحية الناتجة عن علاقات العملاء. من خلال دراسة عادات إنفاق معينة من العملاء، قد تكون شركة قادرة على تخصيص موارد واهتمامات مختلفة لأنواع مختلفة من المستهلكين.

### مخابرات علائقية

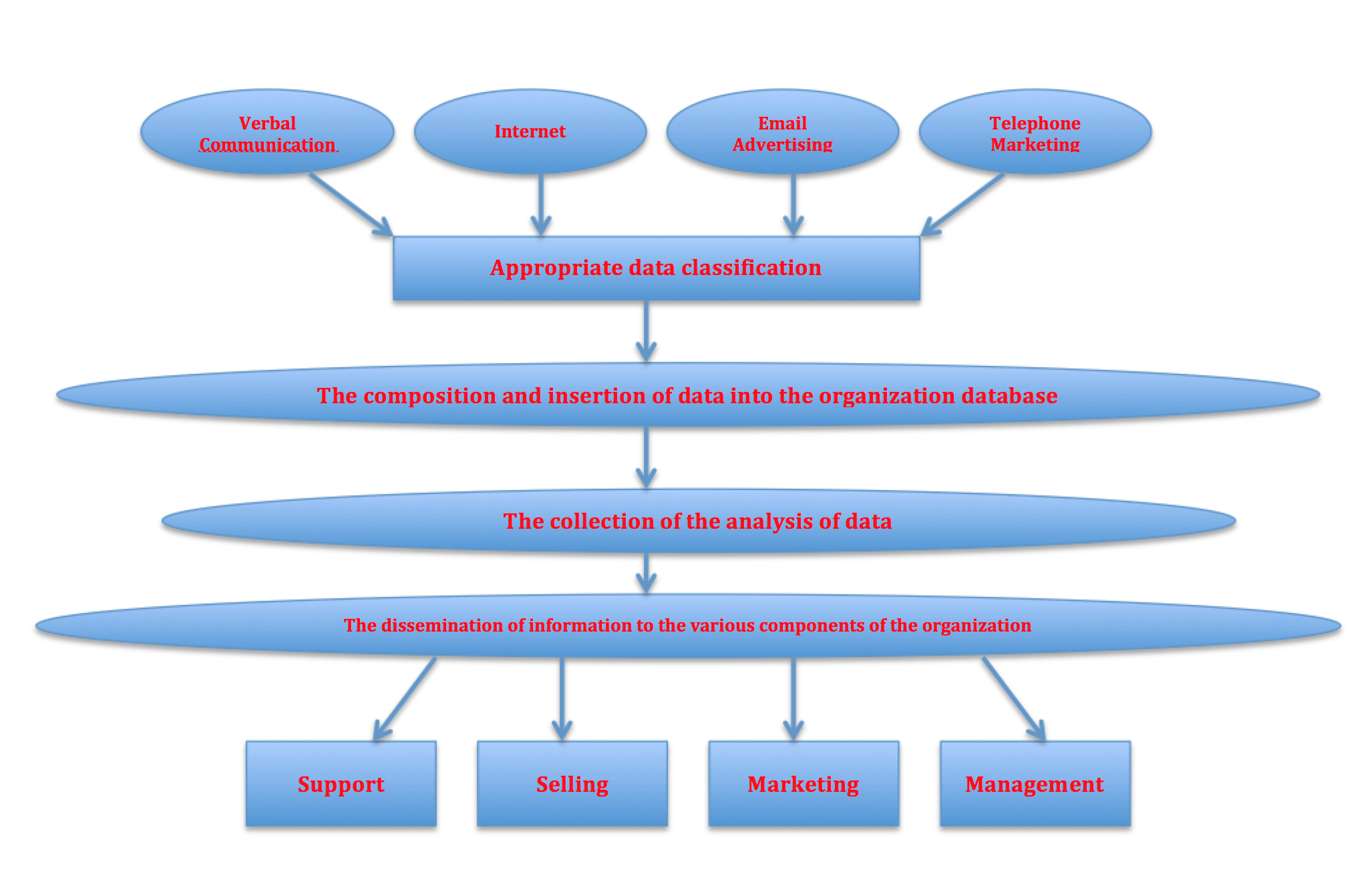
المكونات المختلفة لإدارة علاقات العملاء

المخابرات العلائقية أو معرفة العلاقات المتعددة لعميل ما مع شركة هو عنصر هام في الأطوار الرئيسية من لإدارة علاقات العملاء. قد تكونالشركات جيدة في الحصول على البيانات الديموغرافية، مثل الجنس والعمر، والدخل، والتعليم، وربطها مع معلومات الشراء لتصنيف العملاء إلى مستويات ربحية، ولكن يبقى هذا هو رأي ميكانيكي فقط للشركة تجاه علاقاتها بالعملاء. وبالتالي هذا هو علامة على أن الشركات يعتقدون أن الزبائن عبارة عن موارد فقط  يمكن استخدامها لرفع المبيعات، وليس كبشر يبحث عن تفاعلات مهمة وشخصية. وفيما يلي رسم بياني بالخطوات عندما تخدم عميل باستخدام نظام إدارة علاقات العملاء

## تأثيره علىرضا العميل
لرضا العملاء آثار هامة على الأداء الاقتصادي للشركات لأنه يعمل على زيادة ولاء العملاء واستخدام السلوك والحد من شكاوى العملاء واحتمال انشقاق العملاء. ومن المرجح أن يكون لانتهاج إدارة علاقات العملاء  تأثير على رضا العملاء ومعرفة العملاء للأسباب المختلفة التالية:
أولا، هناك شركات قادرة على تخصيص عروضها لكل عميل. من خلال تجميع معلومات تفاعلات العملاء ومعالجتها يمكن اكتشاف الأنماط الخفية، وتقوم تطبيقات إدارة علاقات العملاء بمساعدة الشركات لتخصيص عروضها لتناسب الأذواق الفردية لعملائها. هذا التخصيص يعزز الجودة المتصورة من المنتجات والخدمات من وجهة نظر العميل، ولأن الجودة المتصورة هي المحدد لرضا العملاء، وو يتبع ذلك أن تطبيقات  إدارة علاقات العملاء  تؤثر بشكل غير مباشر على رضا العملاء. كما تمكن تطبيقات إدارة علاقات العملاء الشركات  تقديم، معالجة دقيقة من أوامر وطلبات العميل والإدارة المستمرة لحسابات العملاء في الوقت المناسب. على سبيل المثال، بيكولي وأبلغات  تناقشان كيف قامت ويندهام باستخدام أدوات تكنولوجيا المعلومات  لتقديم تجربة خدمة متسقة عبر منافذها المتعدد للعملاء. إن كلا من تحسين القدرة على التخصيص وتقليل تباين تجارب الاستهلاك تعزز الجودة المتصورة، وهذا بدوره يؤثر إيجابيا على رضا العملاء. وعلاوة على ذلك، تساعد تطبيقات إدارة علاقات العملاء أيضا الشركات في إدارة العلاقات مع العملاء بشكل أكثر فعالية عبر مراحل بدء العلاقة، المواصلة، وإنهاء الخدمة.

### أمثلة
رجح بحث أن زيادة بنسبة 5٪ في المحافظة على العملاء يعزز أرباح العميل مدى الحياة بنسبة 50٪ في المتوسط عبر العديد من الصناعات، فضلا عن زيادة تصل إلى 90٪ في صناعات بعينها مثل التأمين. الشركات التي تتقن استراتيجيات علاقات العملاء لديها أكثر برامج أدارات علاقات العملاء نجاحا. على سبيل المثال، حصلت MBNA أوروبا على 75٪ نموا سنويا منذ عام 1995 وتستثمر الشركة  بكثافة في متابعة حاملي بطاقات المحتملين. وبمجرد دخول عميل جديد تسعى الشركة للحفاظ عليه، إذ تحتفظ الشركة  ب 97٪ من عملائها المربحين. أنها تنفذ إدارة علاقة عملاء من خلال تسويق المنتجات المناسبة للعملاء المناسبين. ويصل استخدام بطاقة الشركة إلى 52٪ ويعد هذا الرقم أعلى من مستوى الصناعة، ومتوسط الإنفاق 30٪ أكثر لكل معاملة. أيضا 10٪ من المتعاملين معهم  يسألون عن لمزيد من المعلومات حول بيع منتجاتإضافية.
ويلز فارغو مثال آخر على الشركة التي نفذت بنجاح إتجاه إدارة علاقات عملاء في شركتهم. قسم الخدمات المصرفية التجارية في ويلز فارغو لديها ما يقرب من 300 من المنتجات والخدمات المختلفة، مع العديد من العملاء في قطاع الأعمال الذين يستخدمون مجموعة من المنتجات. ولذلك، يحتاج العملاء تجربة سلسة من منتج لآخر من خدمة لأخرى. نفذت شركة التقنيات السحابية للمساعدة في ربط الناس مع العملاء وشهدت رضا العملاء تحسين جذري.
شهدت شركة أمازون أيضا نجاحا كبيرا من خلال توجهاتها نحوعملائها حيث قامت الشركة  بتقديم ترحيبات شخصية، وتصفيات تعاونية، وغيرها. كما استخدموا التدريب على إدارة علاقات العملاء للموظفيهم حتى يروا ما يصل إلى 80٪ من العملاء عملاء دائمين.

### الجانب السيئ لإدارة علاقات العملاء
من المفارقات في تطبيق إدارة علاقات العملاء هو التحدي لمعرفة ماهية النظام وأهدافه. إلى جانب ذلك قد ينطوي تطبيق هذا المنهج على مجاملات وتحيز لبعض العملاء مما ينتج عنه شعور بعض العملاء بالظلم تجاههم وبالتالي قد ينهون علاقتهم بالمنظمة ويسيئون إلى سمعتها. إن هذا الشعور بعدم المساواة يسبب حالة من عدم الرضا وعدم الثقة. على سبيل المثال، أمازون جربت استخدام نظام تسعيري ديناميكي (يعطي أسعار مختلفة لعملاء مختلفين) انتهى بعلاقة سيئة مع العملاء

## تطوير النظام
يوصي الخبراء الاستشاريين، مثل باين آند كومباني، أنه من المهم للشركات تحسين استخباراتهم العلائقية عند إنشاء نظم علاقات العملاء. ووفقا لهذه الحجة، على الشركة أن تدرك أن الناس لديهم العديد من أنواع العلاقات مع مختلف العلامات التجارية. حللت دراسة بحثية العلاقات بين المستهلكين في الصين، ألمانيا، إسبانيا، والولايات المتحدة، مع أكثر من 200 علامة تجارية في 11 صناعات بما في ذلك شركات الطيران والسيارات ووسائل الإعلام. هذه المعلومات قيمة جدا لأنها توفر المعلومات الديموغرافية والسلوكية، وتصنيف العملاء على أساس القيمة.و هذه الأنواع من العلاقات يمكن أن تكون إيجابية أو سلبية. ويعتبر بعض العملاء أنفسهم أصدقاء مع العلامات التجارية، والبعض الآخر كأعداء، وبعضهم بمشاعر حب وكره مختلطة مع العلامة التجارية.

### تحليل المعلومات
وبناء على هذه المعلومات، يجب على المديرين فهم الأسباب المختلفة لهذه الأنواع من العلاقات وتوفير ما يبحث عنه العملاء. يمكن للشركات جمع هذه المعلومات باستخدام الإستبيانات، المقابلات، وغيرها مع العملاء الحاليين. على سبيل المثال، أجرت فريتو لي العديد من المقابلات الإثنوغرافية مع العملاء في محاولة لفهم العلاقات التي يريدونها مع الشركات والعلامات التجارية ووجدوا أن معظم الزبائن كانوا من فئة البالغين الذين استخدموا المنتج ليشعروا بالمرح وتمتعوا بألوان الشركة البرتقالية زاهية اللون والفوضى والشكل.
يجب على الشركات أيضا تحسين إستخباراتها العلائقية من أجل نظم إدارة علاقات العملاء. في هذه الأيام، تخزن الشركات وتتلقي كميات هائلة من البيانات من خلال رسائل البريد الإلكتروني، وجلسات الدردشة على شبكة الإنترنت، والمكالمات الهاتفية، وأكثر من ذلك. وعلى كل لا تستفيد معظم الشركات بشكل صحيح من استخدام هذه الكمية الكبيرة من البيانات. وهذه العلامات تشير لأأنواع العلاقات يريدها الزبون مع الشركة، وبالتالي الشركات قد تنظر في استثمار المزيد من الوقت والجهد في بناء من إشاراتهم العلائقية. يمكن للشركات استخدام تقنيات استخراج البيانات واستخدام شبكة الإنترنت لبحث وفهم إشارات العملاء المحتملين العلائقية عن طريق بعض وسائل الاعلام الاجتماعي مثل الفيسبوك، تويتر، بلوق، إلخ. وهو أيضا عامل مهم جدا في التقاط وتحليل المعلومات. إن فهم العملاء والتقاط هذه البيانات تتيح للشركات تحويل إشارات العميل إلى معلومات ومعارف يمكن للشركة أن تستخدمها لفهم نوعية العلاقة للعميل المحتمل مع العلامة التجارية. إنه لمن المهم جدا تحليل كل هذه المعلومات لتحديد أي علاقات تثبت أنها الأهم وهذا يساعد على تحويل البيانات إلى أرباح للشركة وتساهم روابط أقوى لبناء حصتها في السوق. من خلال إدارة محافظ متنوعة لشرائح مختلفة من قاعدة العملاءتمكن الشركة تحقيق أهدافها الاستراتيجية.

### تدريب الموظفين
تنفذ العديد من الشركات برامج تدريبية لتعليم موظفيها كيفية التعرف على العملاء وخلق علاقات فعالة بين علامتهم التجارية وعملائهم. على سبيل المثال، أرسلت هارلي ديفيدسون موظفيها إلى عملائها من عشاق الدراجات النارية للمساعدة في توطيدالعلاقات. كما تم تدريب الموظفين الآخرين في علم النفس الاجتماعي والعلوم الاجتماعية للمساعدة في تعزيز علاقات قوية مع العملاء. لا بد من تثقيف ممثلي خدمة العملاء لتقييم علاقات العملاء، وتدريبهم على فهم ملامح العملاء الحاليين. حتى المالية والإدارات القانونية يجب فهم كيفية إدارة وبناء علاقات مع العملاء.